# فيليب دالي
فيليب دالي (بالإنجليزية: Philip Dale)‏ هو لاعب كرة قاعدة أسترالي، ولد في 8 أغسطس 1962.

## روابط خارجية
- فيليب دالي على موقعبيزبول رفرنس.كوم (الدوري الثانوي) (الإنجليزية)